# OpenDemocracy
A openDemocracy é uma ONG política inglesa fundada por  Anthony Barnett, David Hayes, Susan Richards e Paul Hilder. Publicações iniciaram-se em maio de 2001. O grupo tem atuado no Brasil em torno da questão indígena. É sustentada por diversas organizações, incluindo a Open Society Foundation, a Fundação Charles Stewart Mott, o ministério de relações exteriores da Noruega, a Fundação Rockefeller e a Fundação Ford.